# Maierhof (Velden)
Maierhof ist ein Gemeindeteil des Marktes Velden im niederbayerischen Landkreis Landshut.

## Lage
Die Einöde Maierhof liegt 4,4 Kilometer südöstlich von Velden in der Gemarkung Felizenzell oberhalb des Spindlbachs. Sie gehörte früher zur Gemeinde Felizenzell, bis diese am 1. Mai 1978 nach Velden eingemeindet wurde.

## Bevölkerungsentwicklung
Um 1871 gab es auf dem Maierhof acht Einwohner. In der Nachkriegszeit des Ersten Weltkriegs stieg die Bevölkerungszahl auf zehn Einwohner an. Im Mai 1987 lebten dort fünf Einwohner in einem Wohngebäude.
| Jahr      | 1871 | 1925 | 1950 | 1970 | 1987 |
| Einwohner | 8    | 10   | 8    | 7    | 5    |